# Magliano Alpi
Pour les articles homonymes, voir Magliano et Alpi.
Magliano Alpi (en français Maillan) est une commune italienne de la province de Coni, dans la région Piémont.

## Administration
| Période                                  | Période | Identité | Étiquette | Qualité |
| ---------------------------------------- | ------- | -------- | --------- | ------- |
|                                          |         |          |           |         |
| Les données manquantes sont à compléter. |         |          |           |         |

### Communes limitrophes
Bene Vagienna, Carrù, Frabosa Soprana, Frabosa Sottana, Mondovi, Ormea, Rocca de' Baldi, Roccaforte Mondovì, Sant'Albano Stura, Trinità.